# Lagynogaster
Lagynogaster is een vliegengeslacht uit de familie van de roofvliegen (Asilidae).

## Soorten
- L. affinis Frey, 1937
- L. antennalis Hsia, 1949
- L. bicolor Shi, 1993
- L. boettcheri Frey, 1937
- L. claripennis Hsia, 1949
- L. destillatoria Hermann, 1917
- L. dimidiata Hsia, 1949
- L. fujianensis Shi, 1995
- L. fuliginosa Hermann, 1917
- L. inscriptus Hermann, 1917
- L. princeps (Osten-Sacken, 1882)
- L. sauteri Hermann, 1917
- L. stigmatica Hermann, 1917
- L. suensoni Frey, 1937
- L. timorensis Frey, 1937
- L. vitalisiana Frey, 1937